# Kloster Châtillon
Das Kloster Châtillon (Castellio) ist eine ehemalige Zisterzienserabtei in der Gemeinde Pillon im Arrondissement Verdun im Département Meuse, Region Grand Est, in Frankreich. Es liegt rund neun Kilometer südlich von Longuyon im Tal des Othain.

## Geschichte
Das Kloster wurde im Jahr 1142 vom Bischof Albero II. von Lüttich, gestiftet. Es war zwar ein Tochterkloster von Kloster Trois-Fontaines und gehörte damit der Filiation der Primarabtei Clairvaux an, wurde aber von Kloster Himmerod aus besiedelt. Der Ort der Klostergründung im Wald von Mangiennes erwies sich als ungesund und wurde bald zugunsten des späteren Orts am Othain aufgegeben. Von Châtillon aus soll nach unbelegten Angaben Kloster Boschaud gegründet worden sein. In Châtillon lebten nie mehr als 30 Mönche und das Kloster verfiel auch nicht der Kommende. 1605 nahm es unter Abt Octavius Arnolfini die Reform der strengeren Observanz an.
Nach der Klosterauflösung in der französischen Revolution, die wohl 1791 erfolgte, wurden Kirche und Kloster abgebrochen. 1791 erfolgte die Versteigerung von Mobiliar und Gebäuden.

## Äbte
Äbte von Châtillon waren:
- 1160 Gilbert, Gründungsabt
- 1269 Thierry
- 1375 Nicolas d’Arrancy
- 1408 Jean Morelle
- 1464 Gérard du Haitoy
- 1482 Hugues Thiébaud
- 1500 Habillon
- 1525 Alexandre Tourel
- 1540 Jean Thirion
- 1542 Gérard Tourel
- 1567–1568 Dominique Henrion
- 1580–1583 Jean Collet
- 1601–1603 Guillaume Jacques (Koadjutor)
- 1605, 1621 Octave Arnolphini
- 1609–1634 Joseph Arnolphini (Koadjutor)
- 1656–1669 Jacques Minguet
- 1669–1671 Claude Le Maistre
- 1693–1707 Jean Chappes
- 1717–1748 Louis Vieille de Montville (auch Louis de Monville geschrieben)[3]
- 1748–1765 Philippe de Boutteville
- 1739–1766 Jean de Boisset

## Bauten und Anlage
Das Klostergelände wird von einem landwirtschaftlichen Betrieb eingenommen. Vom Kloster hat sich fast nichts erhalten.

## Siegel
Siegel der Abtei ULF Chatillon 1741. (ADM 14H 62-00027) "SIG Con B M de Castellione"